# Мехди Карруби
Мехди Карруби (на персийски: مهدی کروبی‎‎) е ирански политик и висш шиитски духовник с религиозната титла Ходжатолеслам вал Мослем.
Карруби е председател на иранския парламент (майлис-е шора-йе есламии) между 1989 – 1996 и 2000 – 2004 и кандидат за президентските избори през 2005 година. При първия тур успява да спечели 17,24 % от гласовете. След загубените президентски избори Карруби основава партията Етемад-е Мелли (национално доверие). Според Бахман Нируманд, основаването на партията служи за „спечелването на по-голямо доверие сред десните политическо сили, чрез интензивна критика на реформисткия лагер“.
Карруби се счита за умерен духовник, който критикува политиката на сегашния президент Махмуд Ахмадинеджад, и неговото твърдение, че е нямало холокост по време на втората световна война. Карруби не поставя сегашната иранска политическа система под въпрос. В едно интервю през февруари 2008 Каруби заявява: „Аз съм член на (ислямската) система, дете на системата и моята съдба е тясно свързана със системата“. . В една своя реч, поизнесена на 9 март 2008 година, Карруби заявява: „...Причината за нашите проблеми не е дали ще приемем или не да спрем (обогатяването на уран) [...] огнени речи и становища донесоха на Иран много проблеми [...] ние можем и без провокиращи речи да защитаваме нашите права...“ .
Като първи номиниран кандидат за иранските президентски избори през 2009 година, Карруби заявява в интервю за немския Tagesspiegel: „Холокостът се е състоял. Имало е убийства. Трябва ли да защитаваме Адолф Хитлер, като отричаме холокоста?“ 